# Edith Campbell
Edith Campbell (Montréal, 12 dicembre 1871 – 1951) è stata un'infermiera canadese, insignita di diverse onorificenze militari tra cui la croce rossa reale e la Military Medal.

## Biografia
Nata a Montréal, Québec, ha studiato assistenza infermieristica presso l'ospedale presbiteriano di New York, inserito nel centro medico della Columbia University.
Arruolatasi il 25 settembre 1914 nel Canadian Army Medical Corps, si imbarcò sulla RMS Franconia, raggiungendo Cliveden, nel Regno Unito, il 24 ottobre dello stesso anno. Assistette alla creazione del Duchess of Connaught Canadian Red Cross Hospital, un ospedale da campo a Taplow, nel Buckinghamshire, retto da William Osler. Nominata matrona dell'ospedale fu coinvolta nello scandalo di Taplow, ossia la scoperta di alcuni illeciti da parte del personale sanitario locale, e licenziata. Osler credette fermamente nella sua innocenza tanto da minacciare le proprie dimissioni, tuttavia la Campbell non fu riammessa nell'ospedale.
Il 22 giugno 1915 è stata menzionata nei dispacci per le azioni eroiche in Inghilterra e Francia, ricevendo nel mese di ottobre la croce rossa reale di prima classe. Tornata in Francia nel 1916, fu menzionata nuovamente nel 1917 per il coraggio mostrato durante gli attacchi aerei all'ospedale generale canadese di Ètaples. Per quest'azione fu insignita, con altre 5 infermiere, della Military Medal il 25 settembre 1918 con la seguente motivazione:
Servì per un altro anno nel Canadian Expeditionary Force fino al congedo nell'aprile 1919, e il 14 aprile dello stesso anno salpò da Liverpool a bordo della SS Olympia per tornare in Canada.
Divenne sovrintendente dell'Ordine Vittoriano delle Infermiere di Toronto, dimettendosi nel 1934.
Morì nel 1951.